# مرد ناجور
مرد ناجور (انگلیسی: Odd Man Out) یک فیلم نوآر بریتانیایی به کارگردانی کارول رید محصول سال ۱۹۴۷ است که بر پایهٔ رمانی از اف. ال. گرین ساخته شد.

## بازیگران
- جیمز میسون
- رابرت نیوتن
- سیریل کیوسک
- رابرت بیتی
- دن اوهرلیهی
- ویلیام هارتنل
- فی کامپتن
- دنیس اودی
- ویلفرید برامبل